# Vitna vas
Vitna vas – wieś w Słowenii, w gminie Brežice. W 2018 roku liczyła 49 mieszkańców.